# Thria terrigena
Thria terrigena là một loài bướm đêm trong họ Noctuidae.